# Mohamed Suleiman
Mohamed Ahmed Suleiman (em árabe:  محمد أحمد سليمان‎; nascido em 23 de novembro de 1969) é um ex-corredor de média distância catari.
Nascido em Buuhoodle, na Somália, naturalizou-se catari em sua juventude. Com 18 anos, competiu nos Jogos Olímpicos de Verão de 1988 em Seul nos 1500 metros, mas não avançou para as semifinais. Já em 1992, em Barcelona, conquistou o principal feito de sua carreira ao ganhar a medalha de bronze nesta prova, tornando-se o primeiro medalhista olímpico da história do Catar.